# Mezzetin
Pour le tableau, voir Mezzetin (Watteau).
Mezzetin est un personnage de comédie. C’est une des variétés d’Arlequin.
Angelo Costantini, né à Vérone vers 1654 et mort en 1729, avait été engagé dans l’ancienne troupe italienne de Paris pour doubler le fameux Dominique, qui s’était acquis une si grande popularité dans le rôle d’Arlequin. Pour échapper à une comparaison accablante, Costantini imagina de renouveler l’emploi en faisant un Arlequin moitié aventurier, moitié valet, qu’il appela Mezzetin, pour exprimer ce mélange. 
Il se produisit sous ce nom, dans l’Arlequin Protée de Fatouville, le 16 octobre 1683. Le personnage et l’acteur eurent une grande vogue à Paris jusqu’à la suppression de la Comédie italienne en 1697.
Costantini passa en Allemagne, puis en Pologne.
La Fontaine avait fait pour le portrait du nouvel Arlequin, gravé par Van der Meulen, cette épigraphe :
Ici de Mezzetin, rare et nouveau Protée,
La figure est représentée.
La nature l’ayant pourvu
Des dons de la métamorphose,
Qui ne le voit n’a rien vu,
Qui le voit a vu toute chose.
Selon Karl Riha, il a servi de modèle à Molière pour Scapin dans les Fourberies de Scapin.